# سمير نبي
سمير نبي (بالإنجليزية: Samir Nabi)‏ هو لاعب كرة قدم بريطاني في مركز الوسط، ولد في 16 ديسمبر 1996 في أستون في المملكة المتحدة. لعب مع نادي كارلايل يونايتد.

## وصلات خارجية
- سمير نبي على موقع قاعدة بيانات كرة القدم.إي يو (الإنجليزية)
- سمير نبي على موقع ناشيونال فوتبول تيمز (الإنجليزية)
- سمير نبي على موقع Soccerway.com (الإنجليزية)